# Портрет Йоганна Клебергера
«Портрет Йоганна Клебергера» — полотно майстра німецького ренесансу Альбрехта Дюрера написание липовою олією в 1526 році. На картині зображена людина на ім'я Йоганн Клебергер, а напис перекладається як «Портрет Йоханнеса Клебергера з Нюрнберга в віці 40 років».
Портрет знаходиться в Музеї історії мистецтв, Відень, Австрія.

## Історія
Полотно було написане Альбрехтом Дюрером в Нюрнберзі в 1526 році. У тому ж році, коли художник написав картини для Ієроніма Хольцшухера і Якоба Муффеля.
Йоганн Клебергер був багатим торговцем і фінансистом, який одружився з овдовілою дочкою близького друга Дюрера патриція Віллібальда Піркгаймера, яка померла незабаром після весілля. Практично відразу після цієї події Клебергер переїхав в Ліон, де незабаром помер і сам. Згодом Піркгаймер також приїхав до Ліона, де купив цей портрет у сина його замовника Девіда Клебергера.
Після смерті Віллібальда син його дочки від першого шлюбу Віллібальд Імхофф, якому після смерті патриція відійшов портрет Клебергера в 1588 році передав його імператору Рудольфу II, а той привіз його до Праги, де вона й зберігалася до 1768 року, поки не була передана у володіння Віденської Скарбниці й не вирушила в Музей історії мистецтва в якому і знаходиться дотепер.
Примітно, що картина пережила празьке художнє пограбування 1648 року під час якого безліч творів мистецтва було перевезено до Швеції й досі зберігається в Стокгольмі.

## Деталі
Цей твір є одним з найдетальніших і найточніших портретів пензля Альбрехта Дюрера, і безумовно, є одним з найінноваційніших на той час.
Спираючись на рішення вибору древньої медалі, в якості фону для портрета — Дюрер, можливо, надихався гравюрами на римських медалях Ганс Бургкмайра. Художник зобразив бюст людини в круговому кордоні, і з розташованим як на реальних медалях написом. Бюст оброблений надзвичайно реалістично і своїм виглядом нагадує радше воскову скульптурну модель, ніж портрет.
Зовнішність чоловіка також, досить органічна й досі оригінальна, з довгими бакенбардами, зображеними явно не в стилі того часу, які роблять весь портрет більш неокласичним, ніж портретом епохи Відродження, в яку він був написаний.
Йоганн Клебергер зображений в три чверті й з поглядом спрямованим вліво. Очі зображені великими, напруженими та сконцентрованими. Він зображений з прямим і міцним носом, вузьким ротом, і яскраво вираженим підборіддям. Високе чоло через легку кандіцію добре описує вік чоловіка в сорок років. Клебергер був простим громадянином, який отримав досить велике багатство. Через те, як він представлений, він здається відірваним від світу. Ясний і прохолодний вигляд, а також завитки волосся у лоба підкреслюють це ще більше.
На чотирьох кутах зображення знаходяться геральдичні мотиви й монограма художника з датою 1526 року. А сама напис свідчить "E. IOANI KLEBERGERS NORICI AN AETA SVAE XXXX " і перекладається як «Портрет Йоханнеса Клебергера з Нюрнберга в віці 40 років»